# Willi Birkelbach
Willi Birkelbach (* 12 de gener de 1913 a Frankfurt del Main; † 17 de juliol 2008 ibídem) va ser un polític alemany de l'SPD.

## Professió
Després de completar els estudis de secundària el 1932, Birkelbach, fill d'un operari de fàbrica, es va graduar en comerç exterior, i va  passar a treballar de corresponsal en llengua estrangera per a diverses empreses (entre d'altres, Hochtief AG). El 15 de novembre de 1942 va ser integrat a la Divisió 999 del Tercer Reich i l'any 1944, a Albània, va esdevenir presoner de guerra.
El 1946, després de tornar a Frankfurt, va ser cap de comptabilitat a l'empresa Kulzer & co., per la qual ja havia treballat els anys 1941-42. Els anys 1947-48 va ser director de la Escola Sindical de la DGB Hessen a Oberursel. En 1948, va desplaçar-se als Estats Units pels seus estudis. Entre 1953 i 1958 va ser membre del Consell de l'empresa Mannesmann en representació del sindicat IG Metall i, fins al 1978, a les foneries de Bochum (des de 1968 com a vicepresident del Consell de Vigilància).

## Diputat i eurodiputat
Birkelbach ser membre del Bundestag alemany des de les primeres eleccions l'any 1949 fins a la seva renúncia el 30 de setembre de 1964. A més, entre el 16 de juliol de 1952 i el 15 de juny de 1964, va ser membre del Parlament Europeu (aleshores Assemblea Parlamentària) on, entre 1959 i 1964, fou president del Grup Parlamentari Socialista i, des del 1950 fins al 1961, també diputat delegat al Consell d'Europa. El desembre de 1961, Birkelbach va dirigir una Comissió del Parlament Europeu per establir els criteris per a la incorporació de nous Estats membres; entre ells, a més de requisits geogràfics i econòmics, per primera vegada es recollien aspectes polítics, com ara la democràcia i l'imperi de la llei. El gener de 1962 va ser aprovat per una àmplia majoria "informe Birkelbach", que va ser emprat uns mesos més tard com a principal argument per rebutjar la primera sol·licitud d'adhesió a la Comunitat Econòmica Europea per part d'Espanya, aleshores encapçalada pel dictador Francisco Franco.

## Distincions
- Medalla Wilhelm Leuschner de l'estat de Hessen (1973)
- Medalla Johanna Kirchner (1991)
- Comandant d'Honor de la Més Excel·lent Orde de l'Imperi Britànic
- Gran Creu Federal Del Mèrit (2001)
- Placa Willy Brandt de l'SPD (2005)